# شاه کریستیان نزد دکل رفیع ایستاد
شاه کریستیان نزد دکل رفیع ایستاد (انگلیسی: Kong Christian stod ved højen mast)یا به اختصار شاه کریستیان سرود سلطنتی پادشاهی دانمارک است که هرچند موقعیت برابر با سرود مردمی دارد اما تقریباً منحصراً در رابطه با خاندان سلطنتی دانمارک و ارتش استفاده می‌شود. موضوع آهنگ در مورد قهرمانی ملوانان دانمارکی و نروژی در طول جنگ علیه سوئد است. در شب سال نو، سنت است که گروه کر دختران رادیو دانمارک، آهنگ را در تلویزیون بخوانند، معمولاً تنها بیت اول در مناسبت‌های رسمی خوانده می‌شود. این سرود که در سال ۱۷۸۰تصویب شده، یکی از قدیمی‌ترین سرودهای ملی در جهان است.

## متن سرود
اشعار برای اولین بار در مه ۱۷۷۸در نمایشنامه وودویل یوهانس اوالد، ماهیگیران، که برای اولین بار در تئاتر سلطنتی دانمارک در روز تولد پادشاه کریستین هفتم به نمایش درآمدظاهر شد. این نمایش قهرمانی ماهیگیرانی را به تصویر می‌کشد که ملوانان بسیاری را از غرق شدن نجات دادند به همین دلیل، نمایشنامه به عنوان ادای احترام به نیروی دریایی تلقی می‌شد. سه مصرع نخست به دلیل خصومتی که با سوئد نشان دادند، حذف شد.
موضوع آهنگ قهرمانی ملوانان دانمارکی-نروژی در طول جنگ علیه سوئد در قرن ۱۷ و ۱۸ است ودر آن به‌طور خاص از قهرمانان نیروی دریایی دانمارکی-نروژی، پادشاه کریستین چهارم، نیلز جوئل و پیتر وسل توردنسکیولد نام می‌برد. بیت اول به نبرد کولبرگر هاید اشاره دارد که در آن پادشاه کریستین چهارم بر اثر اصابت ترکش صدمه دیده و گمان می‌کنند مرده‌است، اما به سرعت از جای خود بلند می‌شود و نیروهای خود را برای ادامه نبرد تحریک می‌کند.